# 스즈미야 하루히
《스즈미야 하루히》(일본어: 涼宮ハルヒ)는 타니가와 나가루가 쓴 원작 라이트 노벨이다. 가도카와 스니커 문고에서 발매되었으며, 대한민국에서는 대원씨아이의 NT 노벨로 발매되었다. 제8회 스니커 대상 수상작이며, 《더 스니커》에서 연재되고 있다.
스즈미야 하루히의 관측이라는 제목으로 해설집도 발매되었다.

## 개요
평범한 것을 싫어하는 여주인공인 스즈미야 하루히가 우주인이나 미래인, 초능력자와 이세계인을 찾아내어 함께 놀기 위해 설립한 SOS단을 중심으로 펼쳐지는 비일상적인 학원 스토리이다.
이야기는 주인공인 남자 고등학생 쿈의 1인칭 관찰자 시점으로 진행된다.
제1권 《스즈미야 하루히의 우울》은 2003년 6월 첫 출판되었다. (저자의 문고 데뷔작인 학교를 나가자! 1권과 동시 발매되었다.) 전격소설대상》에 《학교를 나가자!의 원작이 되는 작품을 투고한 후, 그것의 실패를 참고로 3주 만에 스즈미야 하루히의 우울을 써내어 카도카와 스니커 대상에 투고하여 대상을 수상한다. 동일 시리즈 11권의 작품으로 합계 1000만부(2011년 5월 현재)의 판매부수를 기록했다. 또한, 《이 라이트 노벨이 대단해!》 2005에서는 작품 부문 1위를 차지했다.
원작은 현재 총 11권(2011년 6월 현재)이 출간되었다. 단행본 표제는 '스즈미야 하루히의 ○○(두 글자 한자어)로 구성되어 있다. 잡지 더 스니커의 연재분을 묶어 내는 작품(장편)과, 한번에 출판하는 작품(단편)으로 나뉘어 있다.
2004년 5월부터 12월까지 동명의 만화를 미즈노 마코토가 월간 소년 에이스를 통해 연재하였고, 2005년 9월에는 츠가노 가쿠가 다시 같은 곳에서 연재하기 시작하였다. 2006년 4월에는 TV 애니메이션 스즈미야 하루히의 우울이 방송되었다. 그 후 2009년 4월 다른 에피소드를 중간에 추가하는 형식으로《스즈미야 하루히의 우울》가 다시 방영되었다.

## 줄거리
"히가시 중학 출신 스즈미야 하루히. (중략) 평범한 인간에겐 관심 없습니다. 이중에 우주인, 미래에서 온 사람, 초능력자가 있다면 제게 오십시오. 이상."
현립 고등학교에 입학하자마자, 이런 자기소개를 한 스즈미야 하루히. 얼핏 보기에는 미소녀였지만, 그 성격은 유아독존, 방약무인, 저돌맹진이었던지라, 반에서 고립되어 있었다. 그런 와중에 호기심으로 그런 하루히에게 말을 건 "일반인"인 쿈이라는 특이한 별명의 같은 반 학생은 하루히와 말을 나눌 수 있게 되었다.
골든 위크도 지난 어느날, 학교에 자신이 좋아하는 부서가 없다는 사실에 한탄하던 하루히는 쿈의 발언에 영감을 얻어 자신만의 새로운 부활동을 만들기로 한다. 쿈을 끌고가 문예부실을 점령한 후, 유일한 문예부원이었던 나가토 유키를 끼워넣고, 부의 마스코트로 삼기 위해 2학년인 아사히나 미쿠루를 이른바 "임의동행"이라며 납치해온다. 그리고 하루히가 말하는 "수수께끼의 전학생"인 코이즈미 이츠키까지 가입시켜, '우주인이나 미래인, 초능력자를 찾아내서 같이 노는 것'을 목적으로 한 클럽 "SOS단"을 발족시킨다.
그런데, 하루히가 대충 모은 부원들인 나가토 유키, 아사히나 미쿠루, 코이즈미 이츠키의 정체는 각각 우주인, 미래인, 초능력자였으며, 각자 소속된 조직에서 보내어진 인물들이었다. 그들의 목적은 하루히가 자각없이 가지고 있는 능력(세상을 마음대로 개변하며, 원하는 일을 일어나게 할 수 있는 능력)을 관찰, 감시하는 것이었다. 나가토 유키의 말에 따르면 쿈은 하루히에게 선택된 인물이며, 하루히의 '열쇠'라고 한다.
쿈은 처음에 이 난데없이 찾아온 만화같은 일상을 믿지 못했지만, 쿈과 SOS단 주변에 일어나는 이상한 일들 속에서 여러 체험을 하며 그 세 사람의 말을 믿을 수밖에 없게 되었다. 하루히만이 자각하지 못한 채, 쿈과 SOS단 구성원들은 이상 현상의 처리나 하루히를 심심하지 않게 하기 위해 분주한 나날을 보내게 된다.

## 등장인물
주요 등장인물
- 쿈(キョン 굔[*])
- 스즈미야 하루히(涼宮 ハルヒ 스즈미야 하루히[*])
- 나가토 유키(長門 有希 나가토 유키[*])
- 아사히나 미쿠루(朝比奈 みくる 아사히나 미쿠루[*])
- 코이즈미 이츠키(古泉 一樹 고이즈미 이쓰키[*])

## 용어
SOS단 (SOS団)
정식명칭은 "世界を大いに盛り上げるための涼宮ハルヒの団 세카이 오 오이니 모리아게루 타메 노 스즈미야 하루히 노 단[*]"으로 공식 한국어 번역본에서는 "세계를 오지게 들썩이게 만들기 위한 스즈미야 하루히의 단체"의 약자로 번역되었다.
(애니맥스 더빙판에서는 "세상을 오달지게 흥분시키기 위한 스즈미야 하루히의 단체") 스즈미야 하루히가 결성한 동호회에도 못 미치는 집단으로, 목적은 "우주인이나 미래인, 초능력자를 찾아내서 같이 노는 것"이다. 주요 활동내용은 시내 불가사의 탐색이나 비상식적인 사건의 상담 등이지만, 하루히가 그때그때 떠올리는 생각에 따라 움직이는 경우가 많으며, 학교 행사 및 동네 이벤트 참가, 아르바이트 등 여러 방면에 걸쳐 활동한다. 활동이 없는 방과 후나 하루히가 없을 때조차도 단원은 집합해있는 경우가 많으며, 그 때는 각자 취미 활동 등을 하며 시간을 보낸다.
정식 부실은 없으며, 문화계열 부실동 건물에 있는 문예부실을 무단 점거하여 이용하고 있다. 비품 대부분은 하루히가 다른 곳에서 조달(혹은 강탈)해온 것이나, 단원의 개인 사유물이 대부분이다. 쿈이 동호회 신청을 하였지만, 학교 측은 허가하지 않았다. 신청 당시 서류상 명칭은 "학생회를 응원하는 세계를 만들기 위한 봉사단체(生徒社会を応援する世界造りのための奉仕団体 세이토 샤카이 오 오엔스루 세카이 즈쿠리 노 타메 노 호시 단타이[*])"이다.
제7권 《음모》에서 하루히가 절분 기념 행사를 할 때에는 쿈이 'SOS단은 시즌별 행사를 완벽하고 소리 없이 실행하는 조직'이라고 했다.
코이즈미의 말에 따르면 SOS단의 부실은 이공간화(異空間化)되어 있는데, "여러 종류의 요소나 역장이 뒤엉켜 있는 포화 상태"이기 때문에 육안으로는 통상적인 공간과 식별할 수 없다고 한다.
SOS단의 웹사이트도 존재한다(하루히가 쿈을 시켜 만들었다). 그곳엔 하루히가 디자인한 엠블럼이 있는데, 본작 멀티미디어 노출 등에도 자주 사용되고 있다. 이에 관련하여 비일상적 소동이 일어나자, 나가토는 쿈의 요청에 따라 그림을 수정하여 현재는 "ZOZ단"이라고 쓰여있다.
"세계를 ~ "로 시작하는 말은 3년 전 칠석날에, 제4권 《소실》의 개변 세계를 탈출한 쿈이 히가시 중학교 운동장에 수수께끼의 기하학 문양을 그러고 나서 집에 돌아가는 3년 전의 하루히를 향해 외친 말이 계기가 된 것으로 추정된다.
컴퓨터 연구부 (コンピュータ研究部 곤퓨타 겐큐부[*])
문예부실 두 칸 옆에 있는 문화계 부서. 부장 이하 4명이 재적 중. SOS단에게 컴퓨터를 제공하고 있다(사실상 강탈당했다). 하루히가 강탈한 최신형 컴퓨터의 반환을 위해 자신들이 직접 만든 컴퓨터 게임으로 대전을 벌였지만, 부정행위가 발각되어 참패하였다. 그 이후로는 SOS단 제2지부가 된 상태이다.

### 우주인 관련
정보통합사념체 (情報統合思念体 조호 도고 시넨타이[*])
전 우주에 펼쳐진 정보의 바다에서 발생한 초고도의 지성을 가진 정보생명체. 실체를 가지지 않으며, 관측하는 것은 불가능하다. 유기생명체와의 직접소통이 불가능하기 때문에, 나가토 유키, 아사쿠라 료코, 키미도리 에미리와 같은 대(對) 인간용 인터페이스를 만들어냈다.
"통합"사념체라는 명칭이지만 그 의지는 하나가 아니며, 여러 사상이 교착되어 있는 듯하다. 때문에, 여러 파벌이 존재하는데, 나가토 유키가 속한 "주류파(중도파)", 아사쿠라 료코가 속한 "급진파", 키미도리 에미리가 속한 것으로 추정되는 "온건파" 등이 있다. 이외, "혁신파", "절충파", "사색파" 등이 존재한다.
대유기생명체콘택트용휴머노이드인터페이스 (対有機生命体コンタクト用ヒューマノイド・インターフェース 다이유키 세이메이타이 곤타쿠토요 휴마노이도 인타훼스[*])
정보통합사념체나 천개영역이 인간 등의 유기생명체와 직접적인 소통을 취하기 위하여 만들어낸 유기 안드로이드. 나가토 유키, 아사쿠라 료코, 키미도리 에미리, 스오 쿠요 등이 확인된 상태다.
TFEI 단말 (TFEI端末 단마쓰[*])
'기관'이 나가토, 아사쿠라, 키미도리와 같은 정보통합사념체의 대유기생명체 컨택트용 휴머노이드 인터페이스를 이르는 약칭. 단적으로 "우주인이 만든 안드로이드"라는 뜻이라고 하나, TFEI가 어떤 것의 약칭인지는 불명이다.
광역대 우주 존재 (広域帯宇宙存在 고이키타이 우추 손자이[*])
정보통합사념체와는 기원을 달리하는 존재. 사고 프로세스가 완전히 다르며, 통상수단으로는 상호간의 이해가 불가능하다. 때문에, 통합사념체의 인터페이스와 비슷한 기능을 가진 인터페이스를 생산하여 접촉을 꾀하고 있는 듯, 제9권 《분열》에서는 스오 쿠요를 보냈다. 제5권 《폭주》에 수록된 "설산증후군"에서 수수께끼의 건물과 공간을 생성하여 SOS단을 가둔 장본인.
천개 영역 (天蓋領域 덴가이 료이키[*])
정보 통합 사념체가 광역대 우주 존재에 잠정적으로 붙인 명칭.
정보 폭발 (情報爆発 조호 바쿠하쓰[*])
아사쿠라 료코에 의한 쿈의 살해계획 실행 후, 하루히의 급변에 의해 관측되리라고 예상되었던 현상. 살해계획이 실패하면서 상세한 내용은 알 수 없게 됐다.
무한 라이언 (無限ライオン 무겐 라이온[*])
외계 생명체. 노부요판 만화의 자체 설정.

### 미래인 관련
미래인 (未来人 미라이진[*])
미래에서 온 조사원. 아사히나 미쿠루, 후지와라 등(단, 미쿠루와 후지와라의 미래는 다르다). 몇가지로 분기되는 미래 중, 자신들이 소속된 미래로 향하게끔 역사를 수정하는 것을 목적으로 하고 있다.
TPDD
타임 플레인 디스트로이드 디바이스(Time Plane Destroyed Device)의 약칭. '시간 평면 파괴 장치'. 항시기(航時機)라고도 불리며, 미쿠루 등의 "미래인"이 시간이동을 위해 사용한다. 소위 이르는 타임머신에 해당하며, 장치(device)라고는 하지만 물리적인 장치가 아닌, 개념상의 존재라고 하는데, 제3권 《무료》에 수록된 "조릿대잎 랩소디" 편에서는 미쿠루(소)가 한번 분실하게 된다. 쿈과 미쿠루가 같이 사용하여 시간이동을 했을 때엔 쿈이 멀미현상을 일으켰다.
이시간 동위체 (異時間同位体 이지칸 도이타이[*])
복수의 시간평면 상에서 동일 인물로 존재하는 개체에 대해 나가토가 붙인 호칭. 예로 아사히나 미쿠루(소), (대), (미치루) 등을 들 수 있다.
기정 사항 (既定事項 기테이 지코[*])
미래인이 사용하는 용어. 단순히 (미래인의 시점으로 보았을 때) 과거에 일어난 일을 일으키는 것이 아니라, 각 미래인 파벌에게 있어서 유익한 결과로 이어지는 행동이 '기정' 사항이 된다.
금지 사항 (禁則事項 긴소쿠 지코[*])
주로 미래인이 사용하는 용어. 짧게 '금지'라고도 불린다. 미래에 관련한 정보나 현대에는 도달되지 못한 지식 등, 과거의 인간에게 알려 주어선 안 되는 일을 가리킨다. 미래인은 항시기를 사용할 때에 강력한 정신조작을 받아 금칙사항은 말할 수 없게끔 되어 있다. 쿈이 아사히나 미쿠루에게 질문하는 것 대부분이 금칙사항에 해당되기 때문에, 이 이야기에서의 시공설정은 매우 엄격한 편에 속한다.
《분개》에서 쿈이 나가토에게 "영혼이 존재하느냐"고 물었을 때에 나가토도 사용한 바 있다.
시간 평면 이론 (時間平面理論 지칸 헤이멘 리론[*])
시간은 연속성을 가지는 것이 아니라, 매 시간이 평면 상태로 갈라져 있다는 미래의 이론. 애니메이션을 구성하는 정지 화면의 집합과 같다고 한다. 기본 개념은 하루히가 쓴 이론에 기초한다.
시간진동 (時間震動 지칸 신도[*])
시공진 (時空震 지코신[*])이라고도 불린다. 시간평면에 힘이 가해져 변이되는 경우에 발생하는 시공의 흔들림 같은 현상이라 추측된다. 하루히가 중학교 1학년이던 시절에 발생한 큰 시공진동은 하루히가 일으킨 것으로 추정되지만, 일반적으로 일개 인간이 시간평면에 관여할 수 없기 때문에, 그 내용은 알 수 없다. 나가토가 하루히의 힘을 이용하여 시공개변 및 재개변을 했을 때도 강력한 시공진이 발생했다.

### 초능력자 관련
초능력자 (超能力者 조노료쿠샤[*])
작품 내에서 이르는 "초능력"은, 코이즈미를 포함한 몇 안되는 인물만 가지고 있다. 스즈미야 하루히가 발생시키는 폐쇄공간에 침입하여 붉은 구체(球體)로 변신하여 신인을 공격하는 것이 주 능력이다. 평상시에는 보통 인간과 다를 바가 없다.
타치바나가 소속된 단체의 초능력자는 사사키의 폐쇄공간에 침입하지만, 사사키의 폐쇄공간엔 신인이 없으며, 공격능력이 있는지는 알 수 없다.
기관 (機関 기칸[*])
폐쇄공간에 나타나는 신인을 처치하고, 하루히의 활동을 감시하기 위해 결성된 조직. 코이즈미 이츠키와 그 외 초능력자들이 소속되어 있다.
폐쇄 공간 (閉鎖空間 헤이사 구칸[*])
하루히의 정신상태가 불안정해지면, 신인과 함께 나타나는 공간. 나타나는 빈도 및 장소는 불규칙하다. 현실의 공간과 구성물은 같지만, 전체적으로 회색 빛을 띠고 있다. 일반적으로 물리적인 수단으로는 침입할 수 없다. 특수한 능력을 가진 자 또는 특정 조건에 맞는 자만이 그 안에 존재할 수 있다. 방치시에는 점점 그 크기가 확장되어 최종적으로는 현실세계와 바뀌어 버리게 되는 것으로 알려져 있다. "기관"의 초능력은 이 공간의 발생을 감지할 수 있고, 이 공간에서만 그 능력을 쓸 수 있다. (타치바나가 소속된 단체의 초능력은 이에 관여가 불가능하다.)
폐쇄공간의 발생빈도는 스즈미야 하루히가 쿈과 만난 뒤 SOS단을 만든 이후 급감했다. 이는 스즈미야 하루히가 쿈과 만남으로서 내면적 변화를 겪었기 때문이다.
사사키도 폐쇄공간을 가지며, 하루히의 폐쇄공간과는 달리 항상 발생된 상태라는 점, 신인이 없다는 점, 기관의 초능력이 아닌 타치바나의 단체의 초능력자만이 관여할 수 있다는 점, 회색이 아닌 크림 색이라는 점 등의 차이가 있다.
신인 (神人 신진[*])
폐쇄공간에 나타나는 푸른색 거인. 자력으로 일어서는 것조차도 힘들어보이는 거대한 물체가, 태연히 나돌며 주위의 것을 닥치는 대로 부순다. 하루히의 정신적 스트레스가 구현화된 것으로 보이며, 그녀의 마음 속 응어리가 한계에 다다랐을 때 나타난다. 초능력자들이 신인을 제거하면 폐쇄공간도 제거된다. 일련의 현상은 하루히의 스트레스 해소를 위함이지만, 현실세계의 스트레스 원인을 제거하지 않는 이상 발생 자체를 막을 수는 없다. 때문에, "기관"에서는 그녀가 다른 곳에 신경을 쏟을 수 있게끔 여러 이벤트를 준비한다.

### 그 외
이세계인 (異世界人 이세카이진[*])
스즈미야 하루히가 자기소개에서 언급한 네 가지 속성 중, 유일하게 아직 그 속성을 알 수 없다.
국지적 비침식성 융합 이시공간 (局地的非侵食性融合異時空間)
제3권 《무료》의 미스테릭 사인에 대해 나가토가 말한 폐쇄공간과 다르지만 비슷한 공간. 나가토의 말에 따르면 하루히가 직접 만들어낸 것이 아닌, 그녀가 만든 SOS단 엠블럼이 막대한 정보량을 가짐에 따라 어느 정보체를 눈뜨게하여 동일 정보체가 창조한 공간이라고 한다. 때문에, 나가토는 SOS단의 엠블럼을 수정하여 이후의 엠블럼은 "ZOZ단"이 되어 있다.
규소구조 생명체 공생형 정보생명소자 (珪素構造生命体共生型情報生命素子)
규소에 기생하며, 의지를 가진 정보생명체. 우주에서 날아오는 과정에서 숙주였던 규소생명체가 타 없어진 탓에 사카나카가 기르는 루소 등의 개에 기생했다. 그 후 나가토가 추출 봉인하여, 현재는 샤미센 안에 있다.
비물질 확산성 진동형 감지음파 (非物質拡散性振動型感知音波)
드라마 CD "사운드 어라운드"에서, 하루히가 작곡에 지나친 열의를 보인 탓에 발생했다. 이 음악을 들은 인간의 뇌세포에 곡의 멜로디가 정착하여 영구재생되게 하는 현상을 발생시키는 음의 연결이다. 매체를 가지지 않기 때문에, 엄밀하게 음이라고는 할 수 없다.
비대칭성 변동형 불협화음 (非対称性変動型不協和音)
드라마 CD "사운드어라운드"에서, 질서정연한 음의 연결로 구성되어있는 사운드 웜에게 유효한 타격을 입힐 수 있는 음의 연결. 이 일을 해결한 미쿠루의 어설픈 노래실력이 좋은 예이다.
비물질 확산성 진동형 감지신체언어 (非物質拡散性振動型感知身体言語)
드라마 CD "사운드어라운드"에서, 나가토의 예상으로, 에필로그에서 하루히가 떠올린 댄스가 발생원이 되면 나타나게 될 비물질 확산성 진동형 감지음파의 댄스 버전. 댄스를 본 사람이 영원히 춤을 추게 되는 현상을 발생시키는 것이라 추정된다.

## 스즈미야 하루히의 능력
스즈미야 하루히에게는 자신이 원하는 것은 뭐든지 실현시킬 수 있는 능력이 있다. 하루히의 능력이 나타난 몇가지 예는 다음과 같다.
- 하루히는 미쿠루에게 파란색, 회색 등 여러 가지 색의 렌즈를 사주는데 이것을 보고 하루히는 '뭔가 대단한 것이 나갔으면 좋겠다.'라고 한다. 미쿠루는 나가토와 싸우던 중 미쿠루빔을 쏘게 되는데 실제로 레이저를 비롯한 '대단한 것'이 발사된다.
- 촬영시 샤미센이라 하는 고양이가 촬영에 동원되는데 하루히는 고양이가 말을 할 수 있었으면 좋겠다고 생각하자 실제로 고양이가 말을 한다.
- 촬영 날짜는 가을인데 영화 마지막 엔딩 장면에서 코이즈미 이츠키와 아사히나 미쿠루가 걷고 있는 거리에는 벚꽃이 만발해 있다.
- 하루히가 회색 비둘기가 흰색 비둘기로 바뀌었으면 좋겠다고 하자 다음날 회색 비둘기들의 털이 흰색으로 모두 바뀐다.
- 그리고 영화 마지막에 하루히가 쿈에 의해서 '이것은 모두 뻥' 이라고 선언한 순간, 이 이상현상들은 원래대로 되돌아간다.
- 아마추어 야구대회에 참가한 SOS단은 타자 순서를 제비뽑기로 정하게 되는데 하루히는 쿈이 4번 타자가 되었으면 좋겠다고 생각한다. 이에 따라 쿈은 4번 타자로 뽑힌다.
- 하루히 주위에 코이즈미 이츠키, 아사히나 미쿠루, 나가토 유키가 모인 것은 하루히가 "우주인, 미래인, 초능력자"를 원했기 때문이다.
- 하루히가 폐쇄공간에 들어갔을 당시 유일하게 쿈만이 함께 가게 되었는데 이는 하루히가 함께 있고 싶은 사람으로 쿈을 생각하고 있었기 때문이라고 추정된다.
- 아사히나 미쿠루에 의하면, 하루히가 키타고 문예부 회지에 투고한 'SOS단을 존속시키기 위한 대책'은 자신들 미래인의 시간이동능력의 밑바탕이 되는 이론의 기초이며, 미래에선 누구나 배우는 것인데 그 때까지 원작자가 밝혀지지 않았었다고 한다.
- 소실편에서 나가토 유키가 스즈미야 하루히의 정보창조능력을 훔쳐 세계를 변혁시킨다.(나가토 유키가 힘을 사용하는데 한계가 있었던건지 아니면 무슨 이유에서인지는 몰라도 세계 변혁의 영향은 세계가 변혁된 12월 18일부터 365일전까지로 한정되어 있다.)
- 경악편에서는 천개영역이 자신이 창조한 인터루더로 스즈미야 하루히를 제거하려하는데, 스즈미야 하루히가 위협을 무의식중에 감지하고, 평행우주를 창조 기존 우주와 융합 함으로써 방어해낸다.
- 자신(SOS단)에게 위협이 되는것을 무의식중에 차단해 버린다.
- 시공간을 무의식중에 조작할 수 있다.(기분이 우울해 지면 폐쇄공간을 만들어내고 그곳에서 신인을 만들어내 파괴행위를 하도록 한다.)(방학이 끝나는게 아쉬워서 개학일로부터 2주일의 시간을 15498회 반복한다. 애니판에서는 15532회)
- 미래를 예지 할 수 있다.

스즈미야 하루히의 정체에 대해서는 나가토 유키(정보 통합 사념체)와 코이즈미 이츠키가 소속된 '기관', 아사히나 미쿠루의 해석은 각기 다른 해석을 가진다. 나가토 유키(정보 통합 사념체)는
스즈미야 하루히를 진화의 가능성으로, 코이즈미 이츠키가 소속된 '기관'에서는 신적 존재로, 아사히나 미쿠루는 시간의 왜곡으로 보고 있다. 공통적인 견해가 있다면 스즈미야 하루히가
평범한 사람이 아니라는 점이다.
스즈미야 하루히의 능력에 관해서도 대립된 의견을 보여주는데, 코이즈미 이츠키는 하루히가 '창조'능력을 가지고 있다 해석하지만, 아사히나 미쿠루는 하루히의 능력은 '창조'가 아닌
이미 만들어져 있는 것을 '발견'해 내는 것일거라고 주장한다.

## 작품 무대

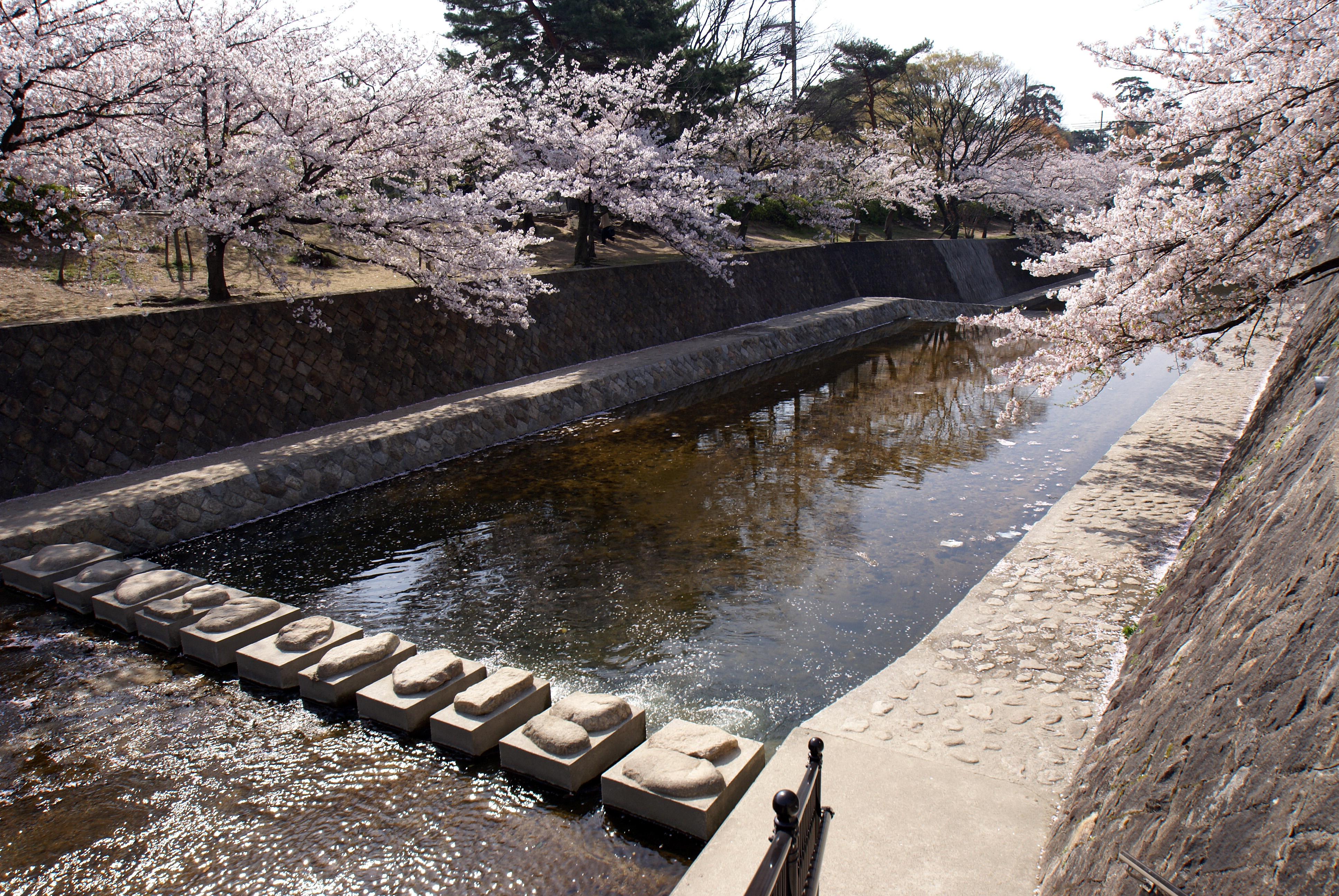
니시노미야시의 공원

무대는 작가인 타니가와의 출신지 및 현 주소인 효고현 니시노미야시인 것으로 보인다. 하루히와 쿈이 다니는 현립고등학교(北高 기타고[*])도, 산의 긴 오르막길을 올라가야 한다는 등의 위치묘사로 보아 역시 타니가와의 모교인 효고현립 니시노미야 북고등학교(兵庫県立西宮北高等学校)가 그 모델로 보이며, 그 외 풍경 등도 니시노미야 시를 중심으로 한 한신 등지의 풍경을 배경으로 그려져 있기 때문에, 이 장소를 찾는 팬도 많다. (흔히 오타쿠의 성지 순례라 불린다.)
그러나, 원작에 실제 지명이 사용되지는 않았다. 지리묘사가 니시노미야 시 주변의 지리와 일치한다는 것 외에는 특정 지역을 의식한 묘사는 없다. 자리바꾸기를 위해 제비를 넣은 깡통도, 관서지방에서는 익숙지 않은 하토사브레(과자의 일종) 통이었다. (애니메이션에서는 고베 풍월당의 과자통으로 변경되었다). 작가의 의도를 따른 애니메이션에서는, 고요엔 역(甲陽園駅)을 본뜬 역 고요엔 역(光陽園駅)이나 니시노미야 기타구치 역을 본뜬 기타구치 역, 한큐 전철을 본뜬 열차, 슈쿠가와의 벚꽃 길, 철길 등이 심심치 않게 등장한다.

## 소설 목록
2011년 6월 현재 총 11권의 시리즈가 출판되었다.
- 발매된 소설
  - 《스즈미야 하루히의 우울》 (憂鬱) (장편)
  - 《스즈미야 하루히의 한숨》 (溜息) (장편)
  - 《스즈미야 하루히의 무료》 (退屈) (단편)
  - 《스즈미야 하루히의 소실》 (消失) (장편)
  - 《스즈미야 하루히의 폭주》 (暴走) (단편)
  - 《스즈미야 하루히의 동요》 (動揺) (단편)
  - 《스즈미야 하루히의 음모》 (陰謀) (장편)
  - 《스즈미야 하루히의 분개》 (憤慨) (단편)
  - 《스즈미야 하루히의 분열》 (分裂) (장편)
  - 《스즈미야 하루히의 경악》 (驚愕) (전편)
  - 《스즈미야 하루히의 경악》 (驚愕) (후편)
  - 《스즈미야 하루히의 경악 한정판 세트》 ISBN 978-89-252-7981-7
  - 《스즈미야 하루히의 직관》 (直観) (단편)
- 선행 연재
  - 더 스니커 2010년 6월호에 《스즈미야 하루히의 경악》의 일부분이 선행연재되었다.

## 시간 진행
스즈미야 하루히 시리즈는 원작도 시간의 진행과 실제 작품 간행 순서가 다르다. 주요 작품 제목을 일어난 순서대로 나열하면 다음과 같다. 학년은 작품내 스즈미야 하루히의 학년을 기준으로 한다.
| 학년           | 시기    | 제목                                       | 수록 권                       |
| -------------- | ------- | ------------------------------------------ | ----------------------------- |
| 중학교 1학년   | 7월     | 조릿대잎 랩소디 (시간 역행)                | 3권 《무료》                  |
| 중학교 1학년   | 7월     | 스즈미야 하루히의 소실 (시간 역행)         | 4권 《소실》                  |
| 중학교 3학년   | 3월     | 편집장★일직선! (쿈의 소설)                 | 8권 《분개》                  |
| 고등학교 1학년 | 4 ~ 5월 | 스즈미야 하루히의 우울                     | 1권 《우울》                  |
| 고등학교 1학년 | 6월     | 스즈미야 하루히의 무료                     | 3권 《무료》                  |
| 고등학교 1학년 | 7월     | 노잉 미, 노잉 유 (Knowing me, Knowing you) | 만화 3권 (만화 원작)          |
| 고등학교 1학년 | 7월     | 조릿대잎 랩소디                            | 3권《무료》                   |
| 고등학교 1학년 | 7월     | 미스테릭 사인 (Mystérique Sign)            | 3권《무료》                   |
| 고등학교 1학년 | 7월     | 고도 증후군                                | 3권《무료》                   |
| 고등학교 1학년 | 8월     | 미스테릭 사인 또다시                       | 만화 4권 (만화 원작)          |
| 고등학교 1학년 | 8월     | 엔들리스 에이트 (Endless Eight)            | 5권 《폭주》                  |
| 고등학교 1학년 | 8월     | 들고양이 샤미센의 인생관                   | 만화 5권 (만화 원작)          |
| 고등학교 1학년 | 10월    | 겟 인 더 링 (Get in the Ring)              | 만화 5권 (만화 원작)          |
| 고등학교 1학년 | 11월    | 스즈미야 하루히의 한숨                     | 2권 《한숨》                  |
| 고등학교 1학년 | 11월    | 스즈미야 하루히의 약속                     | PSP 게임 《약속》 (게임 원작) |
| 고등학교 1학년 | 11월    | 아사히나 미쿠루의 모험 Episode 00          | 6권 《동요》                  |
| 고등학교 1학년 | 11월    | 라이브 얼라이브 (Live Alive)               | 6권 《동요》                  |
| 고등학교 1학년 | 11월    | 사운드 어라운드 (Sound Around)             | 드라마 CD 《사운드 어라운드》 |
| 고등학교 1학년 | 11월    | 사수자리의 날                              | 5권 《폭주》                  |
| 고등학교 1학년 | 11월    | 섬데이 인 더 레인 (Someday in the Rain)    | 애니메이션 원작               |
| 고등학교 1학년 | 12월    | 스즈미야 하루히의 소실                     | 4권 《소실》                  |
| 고등학교 1학년 | 12월    | 첫눈에 반한 LOVER                          | 6권 《동요》                  |
| 고등학교 1학년 | 12월    | 설산증후군                                 | 5권 《폭주》                  |
| 고등학교 1학년 | 12월    | 고양이는 어디로 갔지?                      | 6권 《동요》                  |
| 고등학교 1학년 | 1월     | 아사히나 미쿠루의 우울                     | 6권 《동요》                  |
| 고등학교 1학년 | 2월     | 스즈미야 하루히의 음모                     | 7권 《음모》                  |
| 고등학교 1학년 | 3월     | 편집장★일직선!                             | 8권《분개》                   |
| 고등학교 1학년 | 3월     | 원더링 섀도 (Wandering Shadow)             | 8권《분개》                   |
| 고등학교 2학년 | 4월     | 스즈미야 하루히의 분열                     | 9권 《분열》                  |
| 고등학교 2학년 | 4월     | 불명                                       | 10권 《경악》                 |
| 번외편         | 불명    | 스즈미야 하루히 극장                       | 미수록                        |
| 번외편         | 불명    | 돌아온 스즈미야 하루히 극장                | 미수록                        |
| 번외편         | 불명    | 스즈미야 하루히의 당황                     | PS2 게임 《당황》 (게임 원작) |

## 애니메이션
이 애니메이션은 특이한 구성으로 인해 화제가 되었는데, 방영 순서와 실제 내용상 순서가 서로 다른 방식을 취하고 있다.
실제로 다음편 예고에서 쿈과 하루히가 말하는 편 번호가 서로 다른데, 쿈이 말한 것은 방영 순서를 기준으로 한 것이고 하루히가 말한 것은 내용상 SOS단이 겪은 순서를 기준으로 한 것이다.
이렇게 연대기적인 순서와 방영된 순서가 뒤섞여있게 된 이유는 제작진이, '작중 주인공인 스즈미야 하루히가 애니메이션의 제작을 맡는다면 어떤 일을 할까?'를 고민한 결과로, 방영순서를 섞기로 했기 때문이다. 실제로 스즈미야 하루히의 우울 애니메이션의 오프닝 스탭롤에는, 초감독 스즈미야 하루히라는 이름이 올라와 있다.
그러나 TV 방영 순서와는 별개로 발매된 DVD의 챕터 구분은 실제 내용상 순서를 지키고 있으며, 차회예고 또한 나가토 유키의 중얼거림으로 변경되었다.
애니메이션에 나오는 모든 에피소드는 실제로 소설에 수록되어 있지만 오직 유일하게 방영 순서로 9화, 일어난 순서로 14화에 해당하는 Someday in the Rain 만은 어느 소설에도 수록되지 않은 애니메이션만의 독자 에피소드다. (물론 이 내용 또한 원작자인 타니가와 나가루가 직접 작성하였다.) 이는 소설이 쿈의 해설로 진행된다는 점 때문에 소설에서는 표현할 수 없는 "쿈이 없을 때의 SOS단의 모습"을 애니메이션으로 보여준 것이라고 한다.
2009년 4월에 새로운 내용을 추가하여 재방영이 시작되었으며 현재 조릿대잎 랩소디, 엔들리스 에이트 A, B, C, D, E, F, G, H, 스즈미야 하루히의 한숨 I, II, III, IV, V가 추가적으로 방영되었다.

## 스탭
- 원작, 구성 협력: 타니가와 나가루
- 원작 일러스트, 캐릭터 원안: 이토 노이지
- 감독: 이시하라 타츠야
- 시리즈 연출: 야마모토 유타카
- 캐릭터 디자인, 총 작화 감독: 이케다 쇼코
- 메카닉 디자인: 에비카와 카네타케 (제11화 '사수자리의 날' 참여)
- 미술 감독: 타무라 세이키
- 색채 설계: 이시다 나오미
- 촬영 감독: 타나카 요시코
- 음향 감독: 츠루오카 요우타
- 음악: 코우사키 사토루
- 제작: SOS단 / 교토 애니메이션

2009년 재방영 스태프
- 단장: 스즈미야 하루히
- 단장 대리: 이시하라 타츠야
- 단장 보좌: 타케모토 야스히로
- 원작, 구성 협력: 타니가와 나가루
- 원작 디자인: 이토 노이지
- 캐릭터 디자인: 이케다 아키코
- 제작 총감독: 니시야 히로시
- 미술 감독: 타무라 세이키
- 시리즈 구성: 스즈미야 하루히와 역시 유쾌한 동료들
- 제작: SOS단 / 교토 애니메이션

## 영화
애니메이션의 인기에 힘입어 2010년 2월 6일 일본에서 제4권 스즈미야 하루히의 소실이 영화화되었다. 국내에서는 2010년 11월 11일 개봉되었다.

## 만화
《스즈미야 하루히의 우울》(涼宮ハルヒの憂鬱)이라는 제목으로 미즈노 마코토판과 츠가노 가쿠판이, 《스즈미야 하루히짱의 우울》(涼宮ハルヒちゃんの憂鬱)이라는 제목으로 뿌요판이 존재한다.

### 《스즈미야 하루히의 우울》 (미즈노 마코토판)
《월간 소년 에이스》 2004년 4월호부터 연재되기 시작했으나 12월호에서 중단되었다. 9월호 연재분까지는 단행본이 되었지만 나머지는 발행되지 않았다고 미즈노 본인이 블로그로 밝혔다. 중단 이유에 대해서는 카도카와 쇼텐측에서 공식발표가 없었기 때문에 여러 가지 설이 있는데, 원작 팬들 사이에서는 《월간 소년 에이스》에서 연재하고 있던 도중 미즈노가 본작을 소재로 한 동인지를 무단으로 발행한 것이 원인이라는 설이 유력하다. 전 1권. 중단 후 츠가노 가쿠판이 연재중이며 카도카와 쇼텐의 홈페이지에는 미즈노 마코토판에 관한 정보가 전혀 없기 때문에 공식적인 발표는 없는 절판으로 추정된다.
- 《스즈미야 하루히의 우울》1권 (2004년 9월 1일 발매, ISBN 4-04-713658-1)

권말에는 타니가와 나가루와 이토 노이지의 만화화를 기대한다는 취지의 말이 담겨있다.

### 《스즈미야 하루히의 우울》 (츠가노 가쿠판)
미즈노가 만화화한 부분을 포함하여 완전히 처음부터 《월간 소년 에이스》 2005년 12월호부터 연재를 개시했다. 원작과 애니메이션과는 달리 거의 사건이 일어난 시간 순서대로 이야기가 전개된다. 만화 자체 에피소드도 포함되어있다.
- 《스즈미야 하루히의 우울》 1권 (2006년 4월 26일 초회발행, ISBN 978-4-04-713811-7)
- 《스즈미야 하루히의 우울》 2권 (2006년 6월 26일 초회발행, ISBN 978-4-04-713831-5)
- 《스즈미야 하루히의 우울》 3권 (2006년 12월 26일 초회발행, ISBN 978-4-04-713885-8)
- 《스즈미야 하루히의 우울》 4권 (피규어 부속 한정판 : 2007년 6월 9일 초회발행, ISBN 978-4-04-900784-8 통상판 : 2007년 6월 26일 발매, ISBN 978-4-04-713923-7)
- 《스즈미야 하루히의 우울》 5권 (2007년 10월 26일 초회발행, ISBN 978-4-04-713981-7)
- 《스즈미야 하루히의 우울》 6권 (2008년 5월 26일 초회발행, ISBN 978-4-04-715061-4)
- 《스즈미야 하루히의 우울》 7권 (2008년 12월 20일 발매, ISBN 978-4-04-715148-2)
- 《스즈미야 하루히의 우울》 8권 (2009년 3월 26일 발매, ISBN 978-4-04-715208-3)
- 《스즈미야 하루히의 우울》 9권 (2009년 7월 25일 발매, ISBN 978-4-04-715269-4)
- 《스즈미야 하루히의 우울》 10권 (2009년 10월 25일 발매, ISBN 978-4-04-715302-8)
- 《스즈미야 하루히의 우울》 11권 (2010년 4월 26일 발매, ISBN 978-4-04-715429-2)
- 《스즈미야 하루히의 우울》 12권 (2010년 10월 26일 발매, ISBN 978-4-04-715544-2)
- 《스즈미야 하루히의 우울》 13권 (2011년 2월 26일 발매, ISBN 978-4-04-715656-2)
- 《스즈미야 하루히의 우울》 14권 (2011년 5월 26일 발매, ISBN 978-4-04-715698-2)
- 《스즈미야 하루히의 우울》 15권 (2011년 12월 26일 발매, ISBN 978-4-04-715804-7)
- 《스즈미야 하루히의 우울》 16권 (2012년 3월 26일 발매, ISBN 978-4-04-120185-5)
- 《스즈미야 하루히의 우울》 17권 (2012년 11월 26일 발매, ISBN 978-4-04-120459-7)
- 《스즈미야 하루히의 우울》 18권 (2013년 3월 26일 발매, ISBN 978-4-04-120644-7)
- 《스즈미야 하루히의 우울》 19권 (2013년 6월 26일 발매, ISBN 978-4-04-120741-3)
- 《스즈미야 하루히의 우울》 20권 (2013년 12월 26일 발매, ISBN 978-4-04-120956-1)

### 《스즈미야 하루히 짱의 우울》
공식 패러디 네컷 만화. 《월간 소년 에이스》2007년 9월호에 연재 개시. 《더 스니커》에서도 2007년 10월호부터 연재개시. 2008년 5월에 단행본 1권이 발매되었다. 한국어판은 12월 8일 대원씨아이에서 발매.
- 《스즈미야 하루히 짱의 우울》 1권 (2008년 5월 26일 발매, ISBN 978-4-04-715062-1)
- 《스즈미야 하루히 짱의 우울》 2권 (2008년 12월 20일 발매, ISBN 978-4-04-715158-1)
- 《스즈미야 하루히 짱의 우울》 3권 (2009년 7월 25일 발매, ISBN 978-4-04-715263-2)
- 《스즈미야 하루히 짱의 우울》 4권 (2009년 12월 23일 발매, ISBN 978-4-04-715352-3)
- 《스즈미야 하루히 짱의 우울》 5권 (2010년 11월 26일 발매, ISBN 978-4-04-715561-9)
- 《스즈미야 하루히 짱의 우울》 6권 (2011년 9월 26일 발매, ISBN 978-4-04-715779-8)
- 《스즈미야 하루히 짱의 우울》 7권 (2012년 11월 26일 발매, ISBN 978-4-04-120493-1)
- 《스즈미야 하루히 짱의 우울》 8권 (2013년 12월 26일 발매, ISBN 978-4-04-120955-4)

#### 애니메이션
뇨롱 츄루야씨와 함께 애니메이션화되어 유튜브에서 2009년 2월 13일부터 스트리밍중이다. 2월 13일 하루히 짱 1화 대신에 완성되지 않았다는 내용의 동영상이 대신 스트리밍 되었다. 하지만 2월 14일에 공개된 하루히 짱 1화의 인코딩 날짜가 2009년 2월 13일 새벽이라는 점 등에서 고의적으로 미완성이란 내용의 영상을 스트리밍 했다는 설도 있다. 원래는 매주 금요일 스트리밍하기로 되어있지만, 요일에 상관없이 무작위로 스트리밍되고 있다.

### 《뇨롱 츄루야씨》
에렛토의 네컷 패러디 만화. 원래는 동인지로, 월간 콤프 에이스에서 2008년 11월호부터 연재중

### 《나가토 유키짱의 소실》
자세한 내용은 나가토 유키짱의 소실 문서를 참조.
- 《나가토 유키짱의 소실》 1권 (2010년 2월 4일 발매, ISBN 978-4-04-715405-6)
- 《나가토 유키짱의 소실》 2권 (2010년 11월 26일 발매, ISBN 978-4-04-715562-6)
- 《나가토 유키짱의 소실》 3권 (2011년 9월 3일 발매, ISBN 978-4-04-715773-6)
- 《나가토 유키짱의 소실》 4권 (2012년 5월 2일 발매, ISBN 978-4-04-120217-3)
- 《나가토 유키짱의 소실》 5권 (2012년 11월 26일 발매, ISBN 978-4-04-120498-6)
- 《나가토 유키짱의 소실》 6권 (2013년 12월 26일 발매, ISBN 978-4-04-120960-8)